# Formica kupyanskayae
Formica kupyanskayae é uma espécie de formiga do gênero Formica, pertencente à subfamília Formicinae.